# Rotokas
Rotokas je jazyk ze severobougainvillské jazykové rodiny, kterým mluví asi čtyři tisíce lidí na ostrově Bougainville. Je to aglutinační jazyk, k zápisu se užívá latinka. Jde o foneticky nejchudší psaný jazyk - jeho abeceda má pouze dvanáct písmen, které zastupují pouhých jedenáct fonémů ("t" i "s" zastupují foném [t]). Amazonský jazyk pirahã má sice podle některých zdrojů jen deset hlásek, není však ještě dostatečně prozkoumán a jiné zdroje uvádějí třináct a více hlásek. Pro svou fonetickou zvláštnost jde o lingvisticky poměrně dobře prostudovaný jazyk. Dělí se na tři dialekty: střední rotokas, aita rotokas a pipipaia.

## Abeceda
Celá abeceda rotokasu se skládá z 12 základních písmen novodobé latinky:
| Velká písmena |   |   |   |   |   |   |   |   |   |   |   |
| A             | E | G | I | K | O | P | R | S | T | U | V |
| Malá písmena  |   |   |   |   |   |   |   |   |   |   |   |
| a             | e | g | i | k | o | p | r | s | t | u | v |

Jedná se o nejmenší používanou abecedu. Většina lidí je ve svém jazyce gramotná. Ve své psané formě mají samohlásky v rotokasu svůj zápis v Mezinárodní fonetické abecedě (IPA), ačkoliv se mohou psát zdvojeně (aa, ee, ii, oo, uu,) pro dlouhé samohlásky. Souhlásky mají následující zápis:
- G: [ɡ] nebo [ɣ]
- K: [k]
- P: [p]
- R: [d], [ɾ] nebo [l]
- S: [ts] nebo [s] (vyskytuje se pouze před I a ve slově rotokas)
- T: [t] (nikdy se nevyskytuje před I)
- V: [b] nebo [β]

Zde je ukázka psané formy rotokasu:
Osireitoarei avukava iava ururupavira toupasiveira.
"Oči staré ženy jsou zavřené."

## Fonologie

### Souhlásky
| Střední rotokas | Bilabiální | Alveolární | Velární |
| --------------- | ---------- | ---------- | ------- |
| Neznělá         | p          | t          | k       |
| Znělá           | b ~ β      | d ~ ɾ      | ɡ ~ ɣ   |

| Aita rotokas | Bilabiální | Alveolární | Velární |
| ------------ | ---------- | ---------- | ------- |
| Neznělá      | p          | t          | k       |
| Znělá        | b ~ β      | d ~ ɾ      | ɡ ~ ɣ   |
| Nazální      | m          | n          | ŋ       |

### Samohlásky
a e i o u (aa ee ii oo uu)
Samohlásky mohou být dlouhé (psány zdvojeně) nebo krátké. Není jisté, zda jde celkem o pět fonémů nebo deset, tzv. jestli jsou "dlouhé" samohlásky odlišné zvuky nebo se jedná o pouhou sekvenci dvou samohlásek, které jsou stejné. Ostatní sekvence samohlásek jsou velice časté, jako například ve slově upiapiepaiveira.

## Příklady

### Číslovky
| Rotokas          | Česky |
| katai            | jeden |
| erao             | dva   |
| vo peva          | tři   |
| vo resura        | čtyři |
| vo vavae         | pět   |
| katai vatara     | šest  |
| erao vatara      | sedm  |
| vo peva vatara   | osm   |
| vo resura vatara | devět |
| katai tau        | deset |

## Vzorový text
Rotokas: 

Vo tuariri rovoaia Pauto vuvuiua ora rasito pura-rovoreva. Vo osia rasito raga toureva, uva viapau oavu avuvai. Oire Pauto urauraaro tuepaepa aue ivaraia uukovi. Vara rutuia rupa toupaiva. Oa iava Pauto oisio puraroepa, Aviavia rorove. Oire aviavia rorova.
Česky:

Na počátku stvořil Bůh nebe a zemi. Země byla beztvárná a prázdná, a temnota pokrývala hlubiny vod. Duch Boží vznášel se nad vodami. I řekl Bůh: "Buď světlo!". I bylo světlo.
První kniha Mojžíšova, Genesis